# Plymouth Belvedere
Plymouth Belvedere var en amerikansk bil, der blev produceret af Plymouth fra 1954 til 1970.